# Aage Holm
Aage Vilhelm Holm (ur. 16 lutego 1890 w Kopenhadze, zm. 4 października 1957 tamże) – duński pływak, uczestnik Letnich Igrzysk Olimpijskich 1908 w Londynie.
Podczas igrzysk olimpijskich w Londynie pływał na dystansie 400 metrów stylem dowolnym, gdzie odpadł w eliminacjach.
Brat olimpijczyków Knuda Holma i Poula Holma.